# ملبورن سيتي
نادي ملبورن سيتي لكرة القدم (بالإنجليزية: Melbourne City Football Club)‏ هو نادي كرة قدم في أستراليا تأسس في 2009 يقع في ملبورن. يلعب في دوري الدرجة الأولى الأسترالي. يدربه جون فان سشيب.

## وصلات خارجية
- الموقع الإلكتروني